# 阿部美穂子
阿部 美穂子（あべ みほこ、1975年9月4日 - ）は、日本のタレント、女優である。愛称は「阿部ちゃん」。東京都出身、韓国在住。10years所属。『Mart』レギュラーモデル。夫は元プロサッカー選手の崔成勇。

## 来歴・人物
千葉県立実籾高等学校、和洋女子大学短期大学部英文科を卒業。
趣味は水泳。高校時代はソフトボール部所属。実籾高校設立20周年式典ではOGとして招かれて講演をおこなった。
『王様のブランチ』のブランチレポーターで知名度が上がり、番組アシスタントや女優としての出演が増えた。
2003年、NHK教育『アンニョンハシムニカ・ハングル講座』の韓国ロケで知り合った元韓国代表のプロサッカー選手である崔成勇と結婚し、その後、韓国に生活拠点を移す。
夫の崔が2006年に横浜FCへ移籍した際は、それに併せて阿部も帰国。
2006年11月、第一子となる男児を出産。2009年11月、第二子となる男児を出産。

## 出演

### テレビ番組
- クイズ日本人の質問（1995年4月 - 1999年9月、NHK）アシスタント
- 王様のブランチ（1998年4月 - 2000年3月、TBS）レポーター
- toto倶楽部（2001年3月 - 11月、BS-i）司会
- アンニョンハシムニカ・ハングル講座（2001年4月 - 2002年3月、NHK教育）生徒役
- やじうまプラス（2002年7月 - 12月、テレビ朝日）司会
- 週刊スポーツTV（2000年12月 - 2002年3月、BSフジ）司会
- Bella Sprito（2002年4月-2003年3月、メーテレ）
- とっさのハングル (NHK教育）スキット出演
- ポカポカ地球家族（2002年10月 - 2007年9月、準レギュラー的に出演）
- 旅チャンネル・MONDO21「大人のための韓国カジノ・リゾートの旅」
- ジャンクSPORTS（フジテレビ）
- くらべるくらべらー（MBSテレビ）
- タマリバ（2012年4月 - 2013年9月、テレビ西日本）

### テレビドラマ
- 金田一少年の事件簿（1995年、日本テレビ）第5話ゲスト
- 世にも奇妙な物語 95'春の特別編・友子の長い朝（1995年、フジテレビ）加代子役
- 超光戦士シャンゼリオン（1996年、テレビ東京）第19話、女子大生役
- 連続テレビ小説　あぐり（1997年、NHK）ゲスト
- ヤマダ一家の辛抱（1999年、TBS）第1話ゲスト
- 救命病棟24時 第2シリーズ（2001年、フジテレビ） 第11話、鈴木比佐子(結婚式で倒れた新婦) 役
- ロケット・ボーイ（2001年、フジテレビ）第1話ゲスト
- 愛の劇場 一攫千金夢家族（TBS）（パート1、2002年）（パート2、2003年）ゆか役
- 連続テレビ小説 つばさ (2009年、NHK) 真瀬千波役

### ラジオ番組
- お嬢様の夜ふかし（TBSラジオ）
- 「清水圭のスポーツBOMBER!」（TBSラジオ、2000年4月 - 2003年9月）

### CM
- 群馬銀行 (1999年)

## 作品

### DVD
- Sapphire（2000年9月20日、ポニーキャニオン）
- 阿部美穂子流 韓国愛物語（2005年1月19日、ポニーキャニオン）

## 書籍
- 韓国およめいり（2005年1月20日、ワニブックス、ISBN 978-4847015915）
- 阿部美穂子のサランヘヨ!韓国語（2005年4月25日、アルク、ISBN 978-4757408715）
- 阿部美穂子の食べてキレイになる!韓国幸せごはん（2006年3月31日、ワニブックス、ISBN 978-4847016561）
- コミック 韓国およめいり（2007年1月26日、秋田書店、ISBN 978-4253104890） - 原作
- 阿部美穂子の韓国ビューティ・ガイド（2009年5月29日、ワニブックス、ISBN 978-4847018466）